# 1940年度の将棋界
1940年度の将棋界（1940ねんどのしょうぎかい）では、1940年（昭和15年）4月から1941年（昭和16年）3月の将棋界に関する出来事について記述する。

## できごと

### 1940年4月
- 28日 - 第2期名人戦七番勝負が開始[1]。第1局の1日目は2手だけ指された[2]。

### 1940年5月
- 1～3日 - 第2期名人戦七番勝負第1局が再開。木村義雄名人が先勝（木村義雄名人 1-0 土居市太郎八段）[1]。
- 11～13日 - 第2期名人戦七番勝負第2局が行われ、木村義雄名人が勝利（木村義雄名人 2-0 土居市太郎八段）[1]。
- 21・22日 - 第2期名人戦七番勝負第3局が行われ、千日手[1]。

### 1940年6月
- 3・4日 - 第2期名人戦七番勝負第3局指し直し局が行われ、千日手[1]。
- 25～27日 - 第2期名人戦七番勝負第3局指し直し局が行われ、土居市太郎八段が勝利（木村義雄名人 2-1 土居市太郎八段）[1]。

### 1940年7月
- 11～13日 - 第2期名人戦七番勝負第4局が行われ、木村義雄名人が勝利（木村義雄名人 3-1 土居市太郎八段）[1]。
- 23～25日 - 第2期名人戦七番勝負第5局が行われ、木村義雄名人が勝利し名人を防衛。2期連続2期目の名人となる（木村義雄名人 4-1 土居市太郎八段）[1][2]。

### 1940年8月
- 20日 - 東京朝日新聞にて、昭和番付編成将棋の告知が掲載された[3]。

## 記録

### タイトル戦
| 棋戦   | 勝者               | 開催時期      | 番勝負        | 番勝負 | 番勝負          | 備考             | 注          |
| 棋戦   | 勝者               | 開催時期      | 在位者        | 勝敗   | 挑戦者          | 備考             | 注          |
| ------ | ------------------ | ------------- | ------------- | ------ | --------------- | ---------------- | ----------- |
| 名人戦 | 第2期名人 木村義雄 | 1940年4月-7月 | 木村義雄 名人 | 4-0    | 土居市太郎 八段 | 2年連続(通算2期) | [ 1 ] [ 4 ] |

## 昇段・引退
| 昇段 | 棋士       | 昇段日 | 注     |
| ---- | ---------- | ------ | ------ |
| 四段 | 松田茂行   | 1940年 | [ 5 ]  |
| 四段 | 北楯修哉   | 1940年 | [ 6 ]  |
| 五段 | 市川一郎   | 1940年 | [ 7 ]  |
| 六段 | 松下力     | 1940年 | [ 8 ]  |
| 六段 | 加藤治郎   | 1940年 | [ 9 ]  |
| 七段 | 梶一郎     | 1940年 | [ 10 ] |
| 七段 | 建部和歌夫 | 1940年 | [ 10 ] |
| 八段 | 塚田正夫   | 1940年 | [ 11 ] |
| 八段 | 大野源一   | 1940年 | [ 12 ] |
| 八段 | 小泉雅信   | 1940年 | [ 13 ] |